# Delisle (Saskatchewan)
Delisle è un comune del Canada, situato nella provincia del Saskatchewan, nella divisione No. 12.